# Arabian Nights (gra komputerowa)
Arabian Nights – komputerowa gra platformowa wydana w 1993 roku przez brytyjską firmę Krisalis, przeznaczona dla użytkowników komputera Amiga.

## Ogólne informacje
Pierwotnie gra została wydana na dwóch dyskietkach. W 1994 roku Arabian Nights ukazało się na jednym dysku CD, przeznaczonym do odtwarzania na konsoli Amiga CD32. Przy produkcji gry wzięło udział wielu autorów, jednak głównymi jej twórcami są Simeon Pashley i Darren Hebden (grafika) oraz Matt Furniss (muzyka).
Zadaniem gracza jest przejście dziewięciu etapów. Różnią się one scenerią – bohater m.in. pływa pod wodą, walczy na starożytnym galeonie lub odbywa podniebny lot na czarodziejskim dywanie, pokonując przeszkody. Prawie na każdym poziomie można znaleźć specjalne artefakty, które są niezbędne do jego ukończenia. Co jakiś czas nad głową bohatera zapala się żarówka – gracz może wtedy przeczytać istotną dla niego uwagę lub ostrzeżenie przed niebezpieczeństwem. Gra jest pełna sekretów i ukrytych przejść, które służą przeważnie do zdobycia dodatkowych punktów.
Gra okazała się wielkim sukcesem i zdobyła sporą popularność. Uzyskała też bardzo przychylne recenzje i wysokie noty. Magazyn komputerowy CU Amiga przyznał grze 90% punktów, natomiast Amiga Joker – 86%.

## Fabuła gry
Bohaterem gry jest Sinbad Jnr, niższej klasy ogrodnik. Podkochuje się on w arabskiej księżniczce o imieniu Leila. Pewnego dnia staje się świadkiem porwania księżniczki przez smoka. Chce jej pomóc, lecz niestety zostaje zatrzymany przez strażników. Trafia do lochów, oskarżony o czary i porwanie Leili, którą tak naprawdę chciał uratować.
Pierwszym etapem gry są właśnie lochy pałacu kalifa. Zadaniem Sinbada jest wydostanie się z nich, poprzez pokonanie kolejnych przeszkód i strażników. Po ukończeniu pierwszej rundy, na bohatera czeka osiem następnych. Ostatnią, najtrudniejszą, jest lodowa forteca. Sinbad musi poradzić sobie ze skomplikowanym systemem korytarzy fortecy i pokonać czarownika. Wówczas księżniczka zostaje uratowana i gra kończy się pocałunkiem zakochanych.

## Twórcy gry
Simeon Pashley
Darren Hebden – grafika
Phil Hackney – grafika
Matt Furniss – muzyka
Les Newstead – animacja
Dave Colledge – animacja
Mark Potente – animacja
Steve Sumner
Rob Hill
Tony Kavanagh
Shaun Hollingworth
Peter Harrap
Claire Brown
Amanda Pugh
Tim James
Andrew Ware
Mark Incley
Neil Adamson
Paul Kirk
John Stevens
Nigel Little
Richard Teather
Siobhan Moran
Keith Birkett

## Oceny
Poniższa tabele prezentuje oceny gry Arabian Nights wystawione przez profesjonalnych recenzentów.
| Rok  | Autor            | Czasopismo               | Ocena          | Link |
| ---- | ---------------- | ------------------------ | -------------- | ---- |
| 1993 |                  | Amiga Joker              | 86% <wersja I> |      |
| 1993 |                  | CU Amiga                 | 89% <wersja I> |      |
| 1994 |                  | Amiga Joker              | 83%            |      |
| 1994 | Stephen Bradley  | Amiga Format             | 88%            |      |
| 1994 | Stuart Campbell  | Amiga Power              | 88%            |      |
| 1994 | Ove Kaufeldt     | Dator Magazin            | 2/5 gwiazdek   |      |
| 1994 | Mark Patterson   | CU Amiga                 | 90%            |      |
| 1994 | Michel Houng     | Amiga Dream              | 78%            |      |
| 1994 | Jonathan Maddock | Amiga Computing          | 85%            |      |
| 1994 |                  | Amiga User International | 82%            |      |
| 1994 | Miles Guttery    | Amiga Force              | 75%            |      |
| 1994 | Mark Wynne       | Amiga CD32 Gamer         | 7/10 gwiazdek  |      |
| 1999 | Angus Manwaring  |                          | 82%            |      |

Poniższa tabela prezentuje oceny użytkowników portali poświęconych grom komputerowym.
| Witryna     | Ocena           | Link |
| ----------- | --------------- | ---- |
| Dooyoo      | 4/5 gwiazdek    |      |
| Emu Info    | 8.5/10 gwiazdek |      |
| Gamespot    | 9/10 gwiazdek   |      |
| Lemon Amiga | 8.5/10 gwiazdek |      |
| Moby Games  | 86              |      |